# Agrupación por la Independencia Nacional
La Agrupación por la Independencia Nacional (en francés  "Rassemblement pour l'indépendance nationale"), o RIN, es una de las primeras organizaciones independentistas del Quebec contemporáneo. Existió de 1960 a 1968 y fue un partido político a partir de 1964. El intelectual André d'Allemagne fue uno de sus fundadores y su jefe más famoso fue Pierre Bourgault, líder a partir de 1964. Bourgault disolvió el partido en 1968 para invitar a sus miembros a unirse al recién fundado Parti Québécois de René Lévesque.

## Miembros fundadores
André d'Allemagne, Jacques Bellemare, Elisabeth Bellemare, Yves Préfontaine, Claude Préfontaine, Suzette Mackay, Jean Depocas, Yvon Thiboutot, Louise Picard, Jacques Desormeaux, Jean-Denis Leclerc, Lucie Gagné, Jean Goulet, Roger Paquet, Marcel Chaput, Bernard Smith, Jacques Paris, Charles Letellier de Saint-Just, Gérald Therrien, etc. 

## Resultados electorales
| Asamblea Nacional de Quebec |         |   |          |         |       |                  |
| Elecciones                  | Escaños | ± | Posición | Votos   | %     | Líder            |
| 1966                        | 0/108   |   | 4º       | 129.045 | 5,60% | Pierre Bourgault |